# Lofoten (nationale toeristenweg)

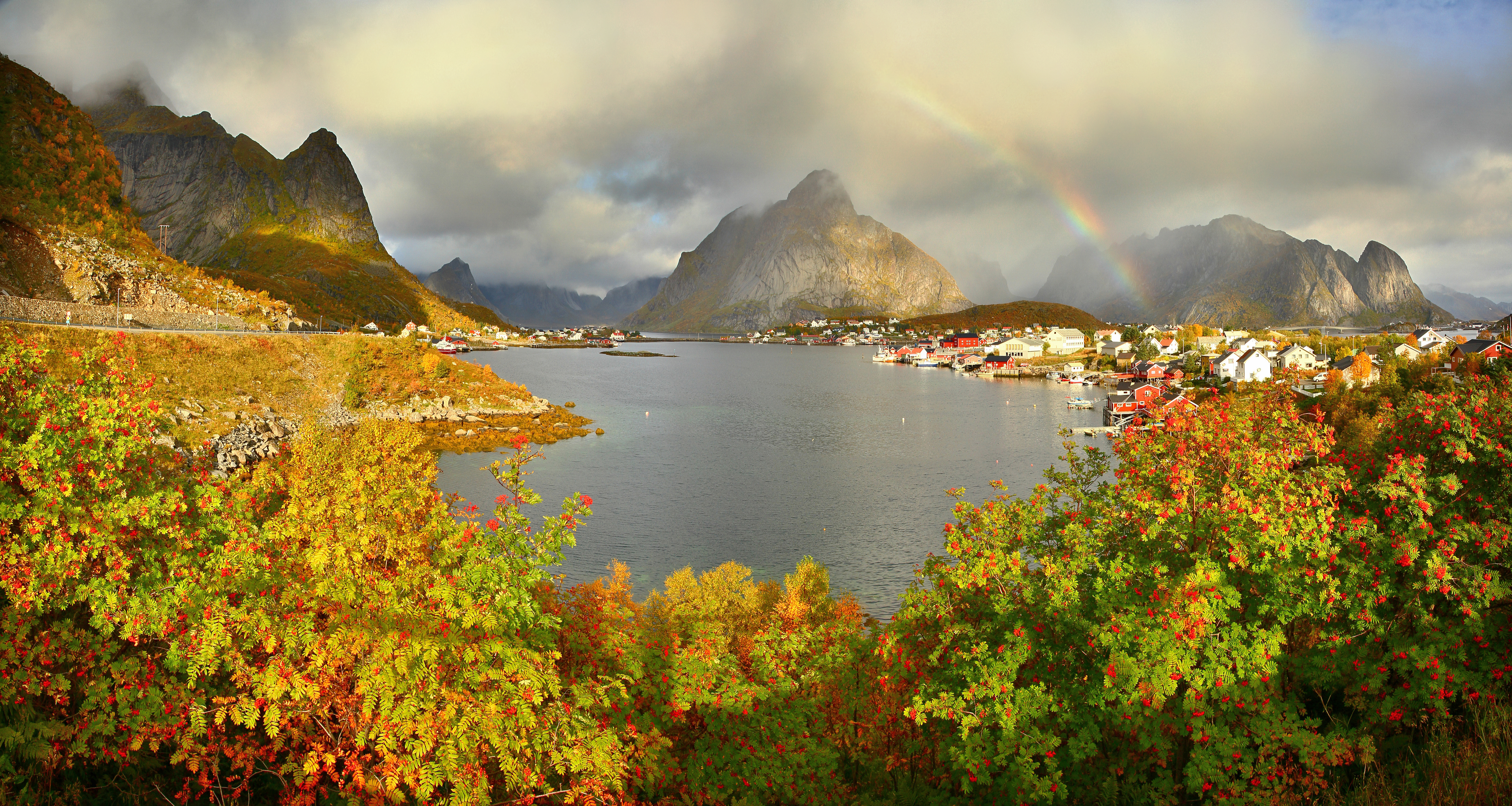
Reinehalsen

Lofoten is een nationale toeristenweg op de Lofoten in Noorwegen. De bewegwijzerde route is 230 kilometer lang en loopt van Raftsundet tot Å. Stopplaatsen zijn onder andere Reinehalsen en Akkarvikodden, en bezoekerscentrum Hauklandstranda.